# Migdolus morretesi
Migdolus morretesi là một loài bọ cánh cứng trong họ Cerambycidae.